# Goniobranchus tinctorius
Espèce
Synonymes
- Chromodoris reticulata Pease,1866
- Chromodoris tinctoria Rüppell & Leuckart, 1828
- Doris tinctoria Rüppell & Leuckart, 1828, nom originel
- Goniobranchus reticulatus Quoy & Gaimard, 1832
- Doris reticulata Quoy & Gaimard, 1832, autre nom originel
- Risbecia reticulata Quoy & Gaimard, 1832

Goniobranchus tinctorius est une espèce de nudibranche du genre Goniobranchus.
Par le passé, plusieurs espèces ont été décrites de manière distincte en raison  de variations de couleur de livrée alors que c'était bien une seule et même espèce.

## Distribution
Cette espèce se rencontre dans la zone tropicale Indo/Ouest-Pacifique, la mer Rouge incluse.

## Habitat
Son habitat est la zone récifale externe, sur les sommets ou sur les pentes jusqu'à la zone des 30 m de profondeur, il est souvent observé dans les zones sablonneuses.

## Description

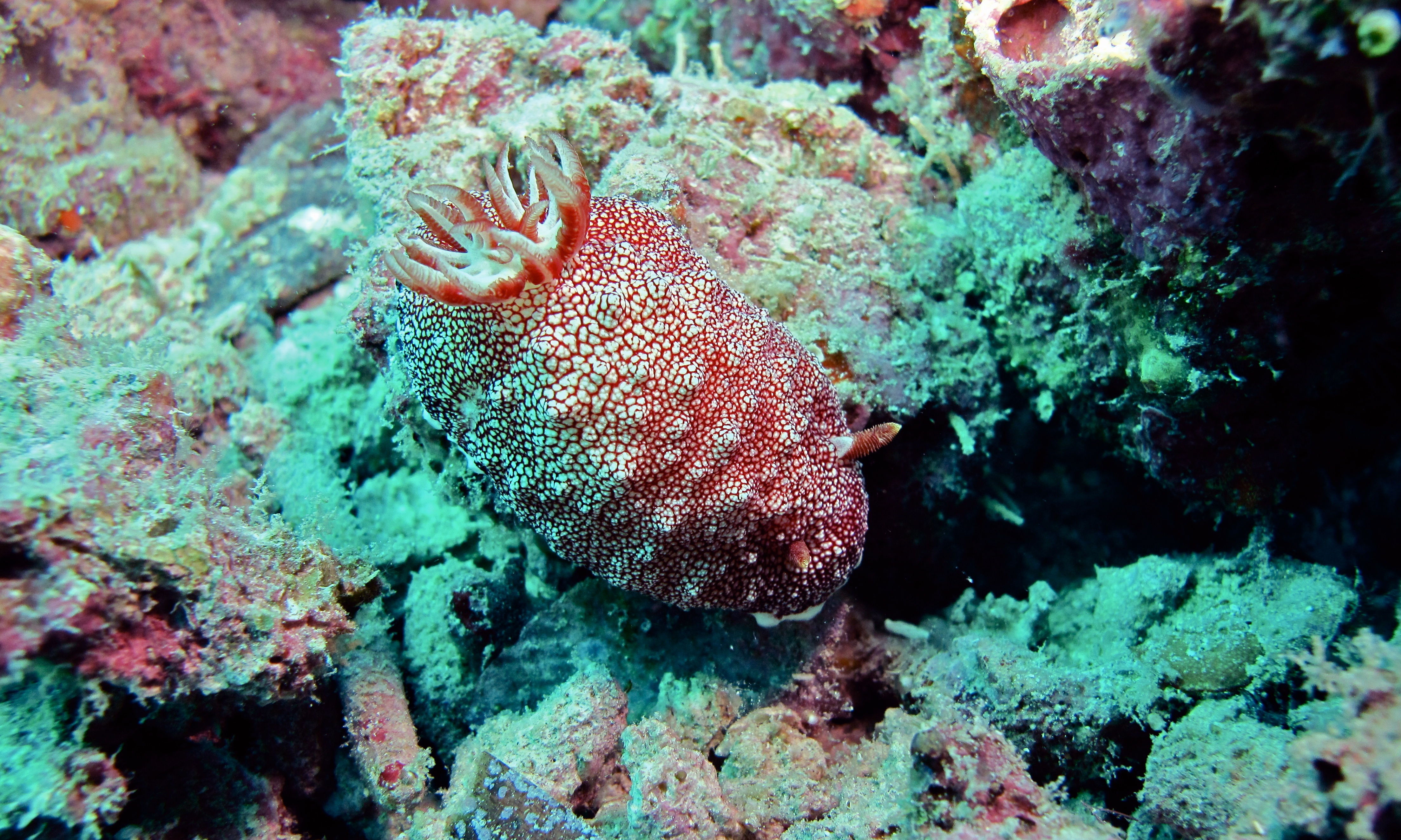
Goniobranchus tinctorius (Sabah, Malaisie)

Cette espèce peut mesurer plus de 8 cm.
Le corps de cet animal peut être décrit en deux parties distinctes, le pied et le manteau.
Le pied est étiré et quasiment recouvert par les bords du large manteau, il est de teinte blanche et peut avoir sur la bordure externe un liseré jaune orangé.
La livrée du manteau possède une couleur de fond rouge à rouge-brun dont la bordure externe est irrégulière. Cette zone dorsale rougeâtre est constellée d'une multitude de petites papilles blanches. La bordure externe de la jupe du manteau a un aspect irrégulier comme quelque peu dentelé. Il est également bordé d'une bande périphérique blanche qui peut comporter un fin liseré jaune à jaune-orangé.
Les rhinophores sont lamellés, contractiles, translucides à la base et l'extrémité apicale rosâtre.
Le panache branchiale est rosâtre mais par contre il est rétractile.

## Galerie

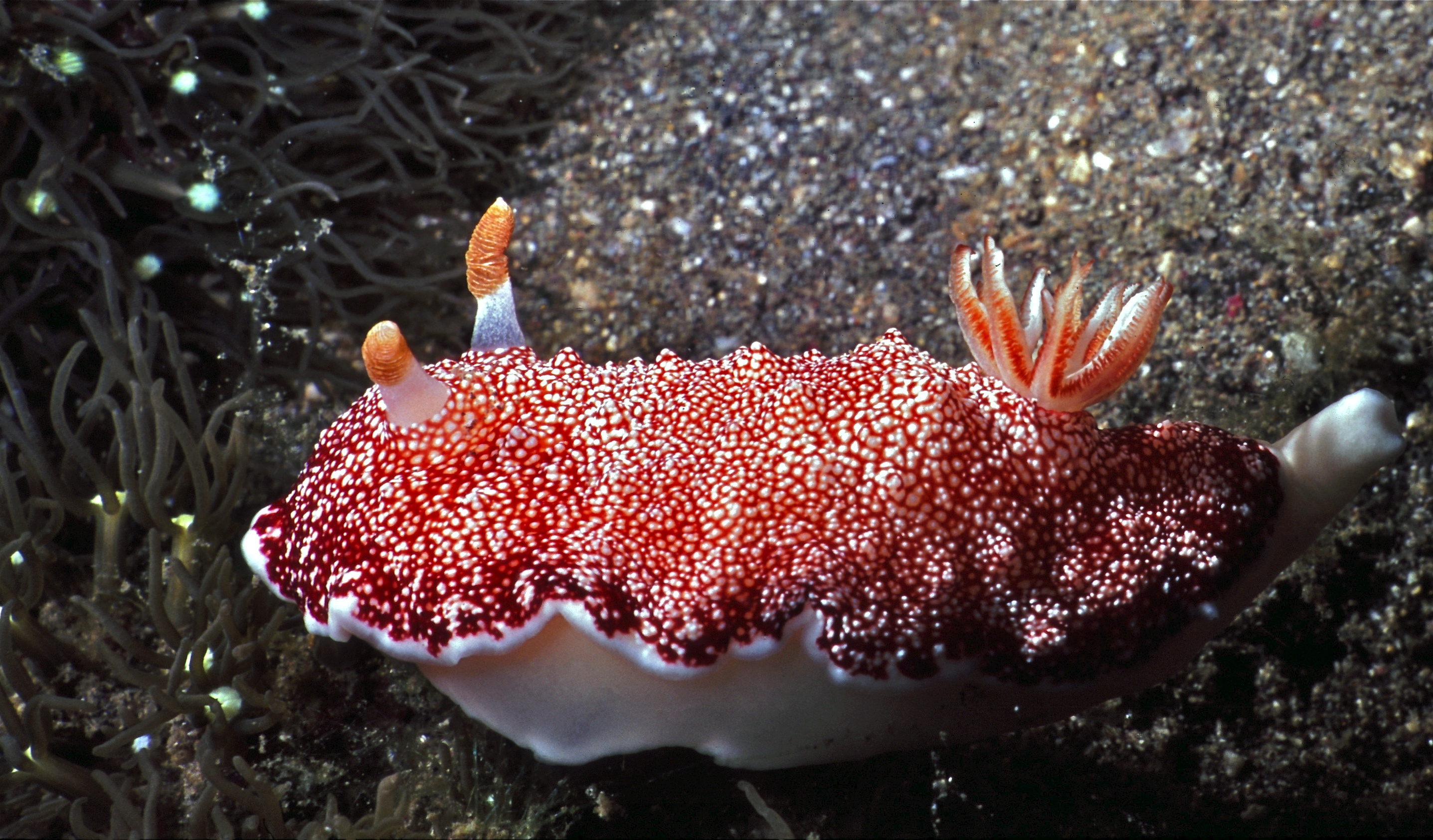
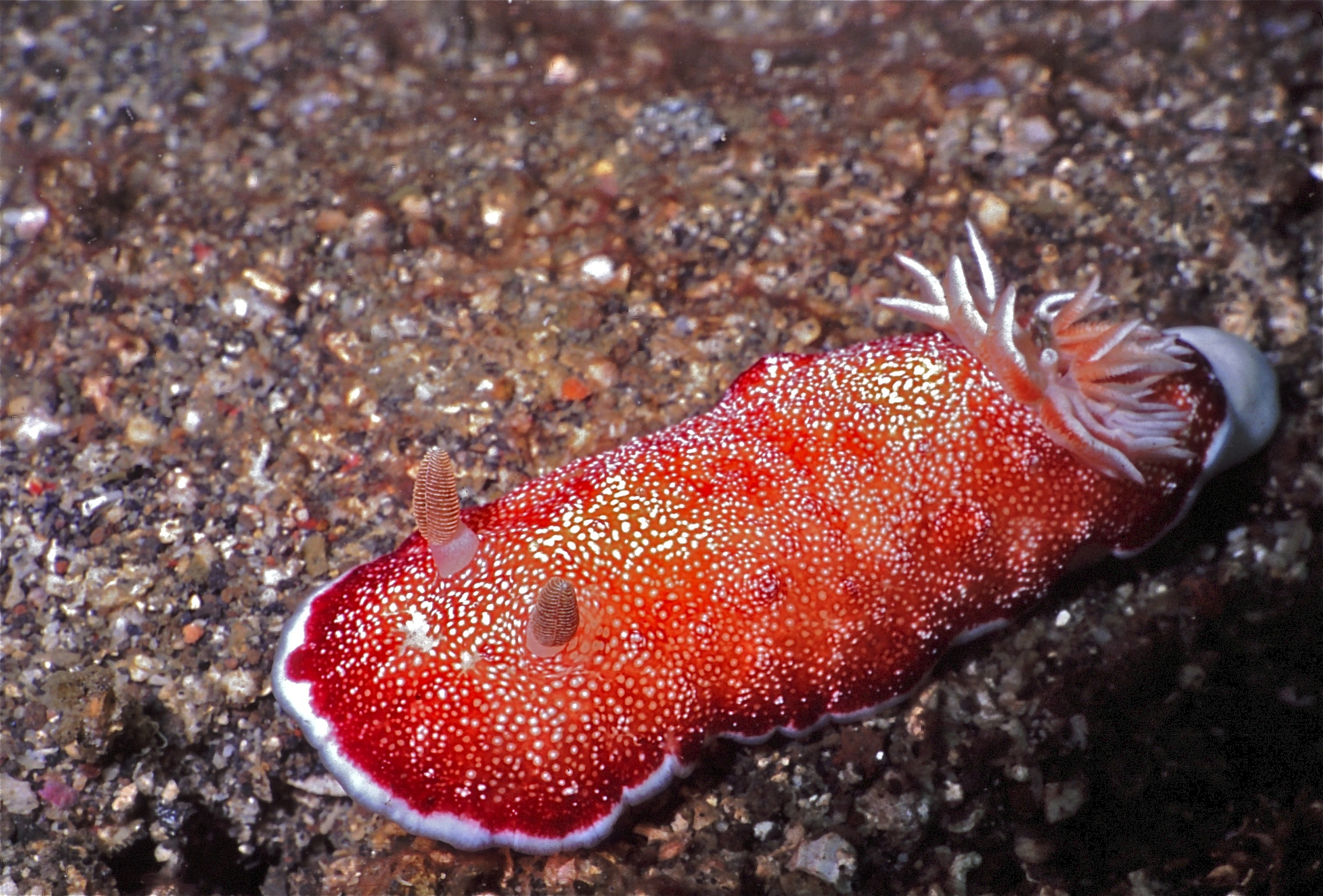

## Éthologie
Ce Goniobranchus est benthique et diurne, et se déplace à vue sans crainte d'être pris pour une proie, grâce à la présence de glandes défensives réparties dans ses tissus.
Après l’accouplement, le pénis de cette limace de mer hermaphrodite se sépare de son corps par autotomie, puis repousse en 24 heures. Ce phénomène peut s'expliquer par la présence de petites épines orientées vers l'arrière du pénis, qui rendent difficile son extraction.

## Alimentation
Goniobranchus tinctorius se nourrit principalement, d'après les observations actuelles, d'éponges.

## Publication originale
- Rüppell, E., Leuckart, F. S. 1828. Mollusca [in] Atlas zu des Reise im Nordlichen Afrika von Eduard Rüppell. 1. Abth. Zoologie. 5. Neue wirbellose Thiere des Rothen Meers. Frankfurt, H.L. Brönner pp. 1-22, pl. 1-12 [1828], pp. 23-47. (p.32 Doris tinctoria)